# St. Matthäus (Bad Sobernheim)

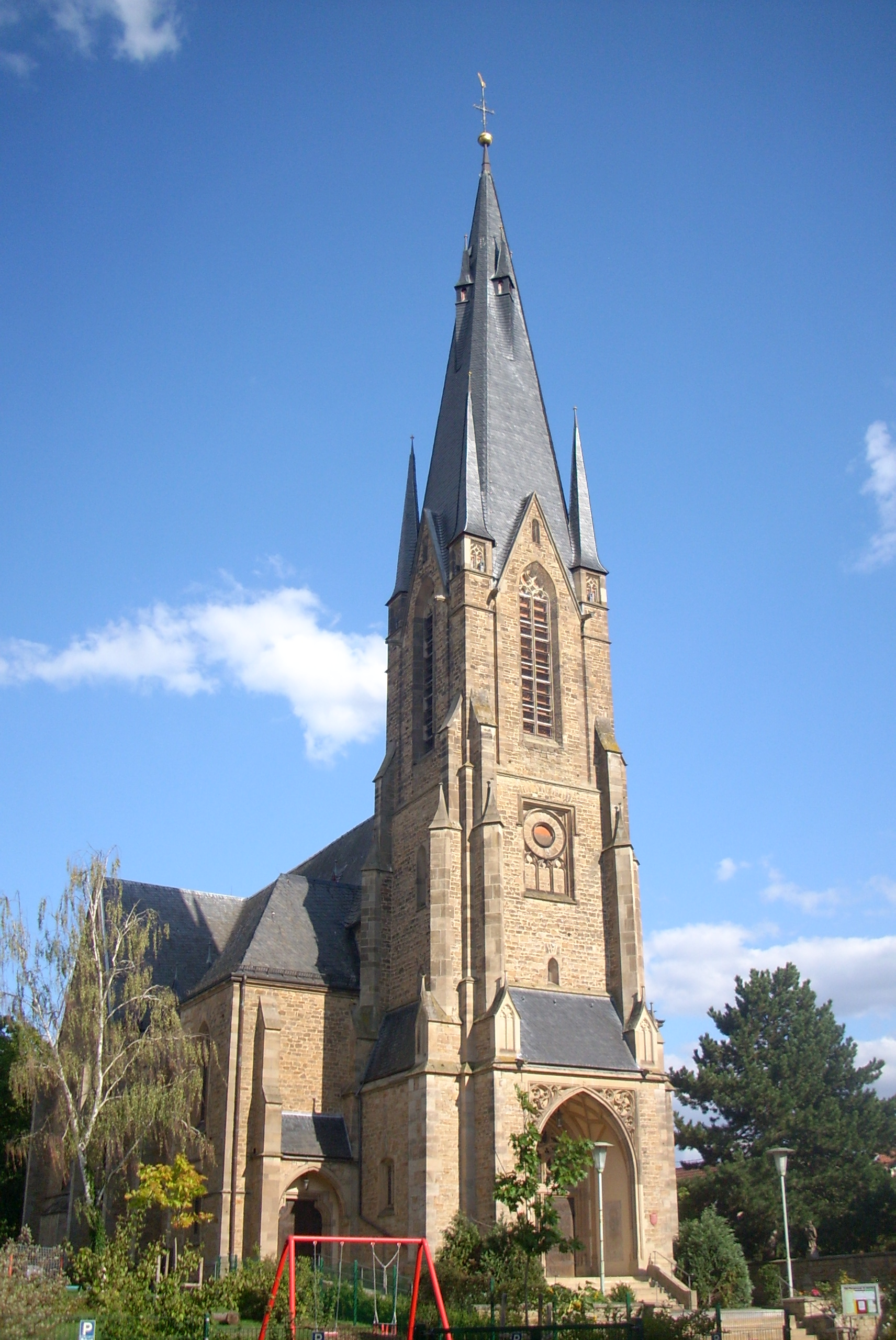
Katholische Kirche St. Matthäus

Die römisch-katholische Kirche St. Matthäus ist ein denkmalgeschütztes Kirchengebäude in Bad Sobernheim an der Nahe, einer Kleinstadt im Landkreis Bad Kreuznach (Rheinland-Pfalz).

## Entwicklung
St. Matthäus war vom 1. Mai 2005 bis zum 31. Dezember 2021 Hauptkirche der Pfarreiengemeinschaft Bad Sobernheim. Dazu gehörten Daubach, St. Maria vom Siege; Lauschied, St. Georg; Martinstein, St. Martin; Meisenheim, St. Antonius von Padua; Merxheim, St. Karl Borromäus; Seesbach, St. Laurentius; und Staudernheim, St. Johannes der Täufer. 
Die Kirche wurde von Ende Juli 2014 bis Mitte September 2015 im Innenraum aufwendig renoviert.
Im Zuge der Strukturreform der Trierer Bistumssynode ist vorgesehen, dass alle bestehenden 172 Pfarreiengemeinschaften zu jeweils einer Pfarrei fusionieren sollen. Aus diesem Grund erfolgte zum 1. Januar 2022 die Fusion der Pfarreiengemeinschaft Bad Sobernheim zur Pfarrei St. Willigis Nahe-Glan-Soon. St. Matthäus verlor hierdurch den Rang einer Pfarrkirche. 
Die neu gegründete Pfarrei gehört seit dem 1. Januar 2023 dem Pastoralen Raum Bad Kreuznach an, der das bisherige Dekanat Bad Kreuznach damit ablöste.

## Baugeschichte
Als im Jahre 1559 in Sobernheim die Reformation eingeführt wurde, endete vorübergehend das Gemeindeleben der katholischen Pfarrei. Zu den ersten Rekatholisierungsversuchen kam es im Dreißigjährigen Krieg, als die Stadt 1620 von spanischen Truppen besetzt war, die aber keinen nachhaltigen Erfolg hatten. Der nächste gegenreformatorische Vorstoß in den 60er Jahren erwies sich als wirkungsvoller. Im Jahre 1663 führten Verhandlungen des Mainzer Erzbischofs Johann Philipp von Schönborn mit dem Pfälzer Landesherren zu einem Vergleich betreffend die Ausübung der katholischen Religion in Sobernheim. 
Danach erlaubte man den Katholiken, die Malteserkapelle, welche seit 1559 profaniert war, zu renovieren und als Pfarrkirche zu nutzen. Schließlich erhielt die neue Pfarrei im Jahre 1689 mit Unterstützung der damaligen französischen Besatzung ein Mitbenutzungsrecht an der Matthiaskirche. Dieses Recht wurde im Friedensvertrag von Ryswick endgültig festgeschrieben. Die gemeinsame Nutzung als Simultankirche führte jedoch unweigerlich zu zahlreichen Konflikten, weshalb man den Bau eines eigenen Gotteshauses beschloss.
Der Bischof Michael Felix Korum weihte die neugotische Kirche, die von 1898 bis 1899 vom Kirchenbaumeister Ludwig Becker errichtet wurde. Sie trägt das Patrozinium des Apostels Matthäus. Von den ursprünglich geplanten zwei Sakristeiräumen wurde aus Kostengründen nur einer realisiert, der am südlichen Teil des Chorraumes angefügt ist. Um 1920 erfolgte die Ausmalung des Kircheninneren.
Um einen großen Teil der Kirche herum befindet sich der zum Pfarrhaus gehörende Pfarrgarten, einen für die Öffentlichkeit nicht zugänglichen Privatgarten.
Das Zweite Vatikanische Konzil (1962–1965) hatte Auswirkungen auf die Gestaltung der Gotteshäuser. In St. Matthäus wurde 1974 die bewusste Abtrennung des Chorraumes aufgehoben, indem man die Kommunionbänke entfernte. So konnte eine Altarinsel geschaffen werden. Aus den steinernen Mensen der Seitenaltäre, die 1905 zusammen mit dem Hochaltar aufgestellt wurden, setzte man den Volksaltar zusammen, den man auf der Altarinsel mittig platzierte.

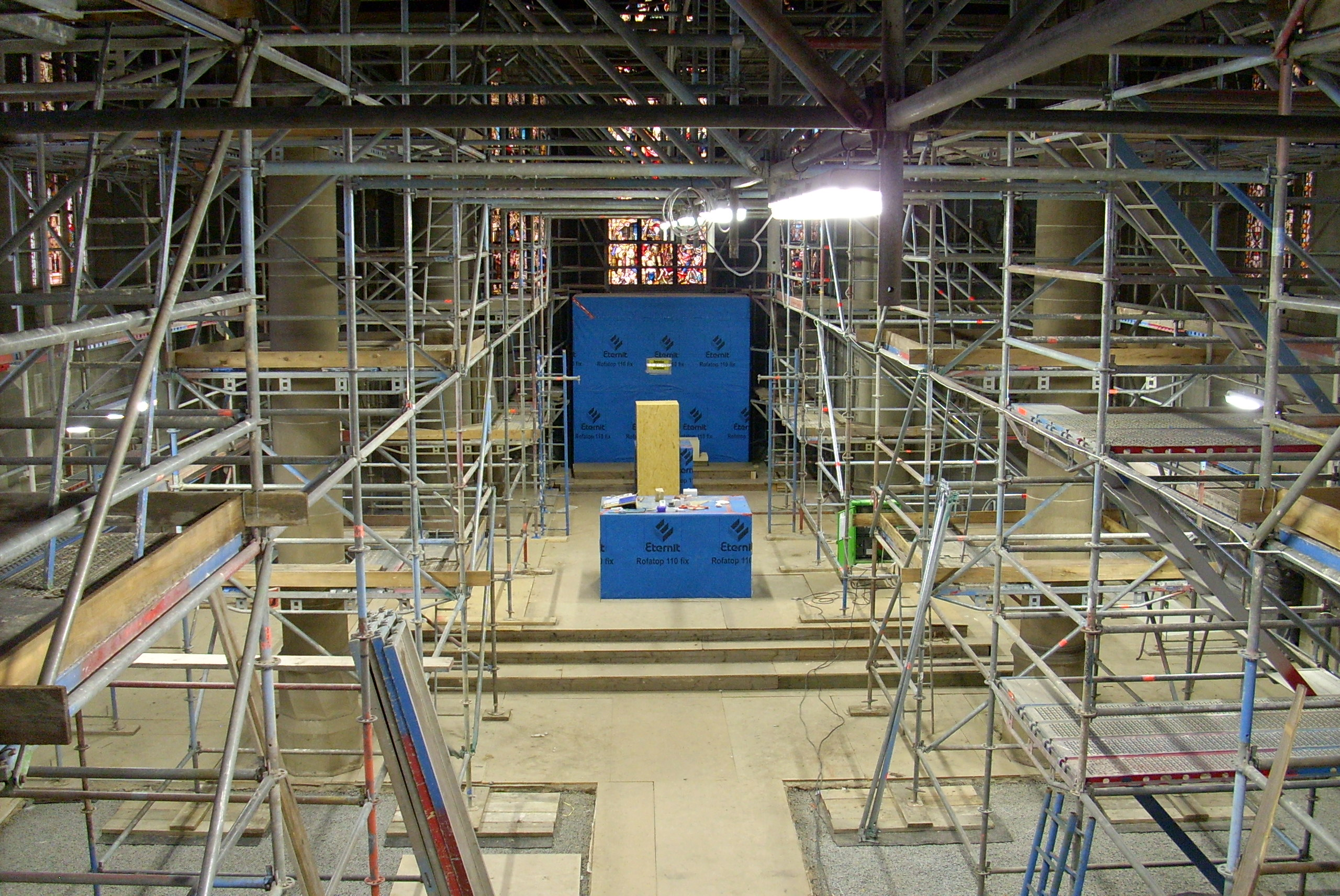
Aufwendige Renovierung des Innenraumes, November 2014

Die Kommunionbänke wurden am ehemaligen Standort der Seitenaltäre links und rechts des Volksaltares neu aufgestellt. Schließlich verlegte man das Taufbecken aus der Taufkapelle im Turmbereich in den Chorraum zwischen Hoch- und Volksaltar. Die Verlagerung in das Kircheninnere verdeutlichte den Bedeutungswandel und den erhöhten Stellenwert des Taufsakramentes. Die Reste der alten Kanzel, die vom linken vorderen Pfeiler abgenommen wurden, fanden vor dem Volksaltar als Ambo eine neue Verwendung.
1992/93 erfolgte die vollständige Renovierung des Kirchturms. 1995/96 dann die Erneuerung des Kirchendaches.

### Große Innenrenovierung 2014/2015

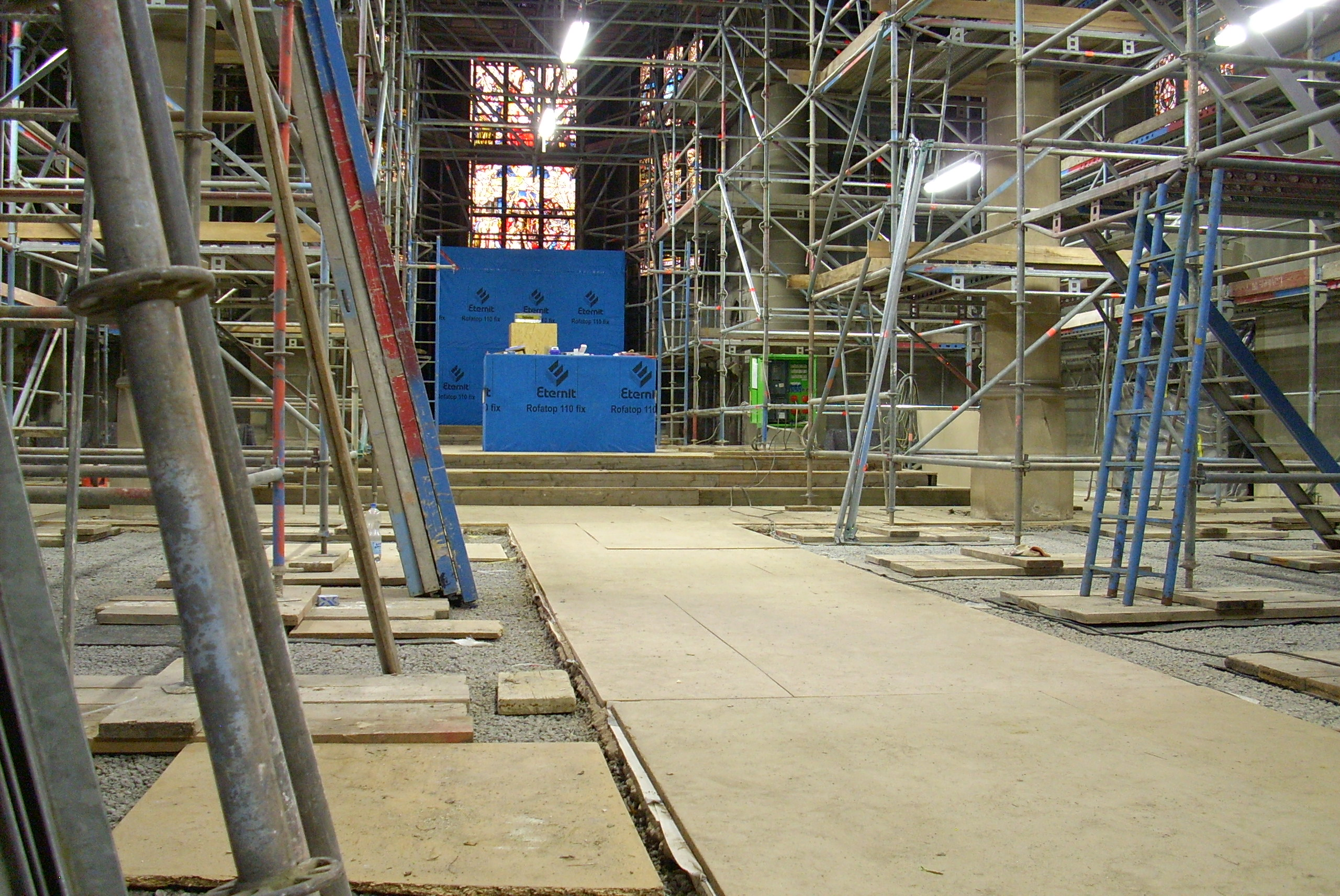
Gerüste in der Kirche St. Matthäus Bad Sobernheim

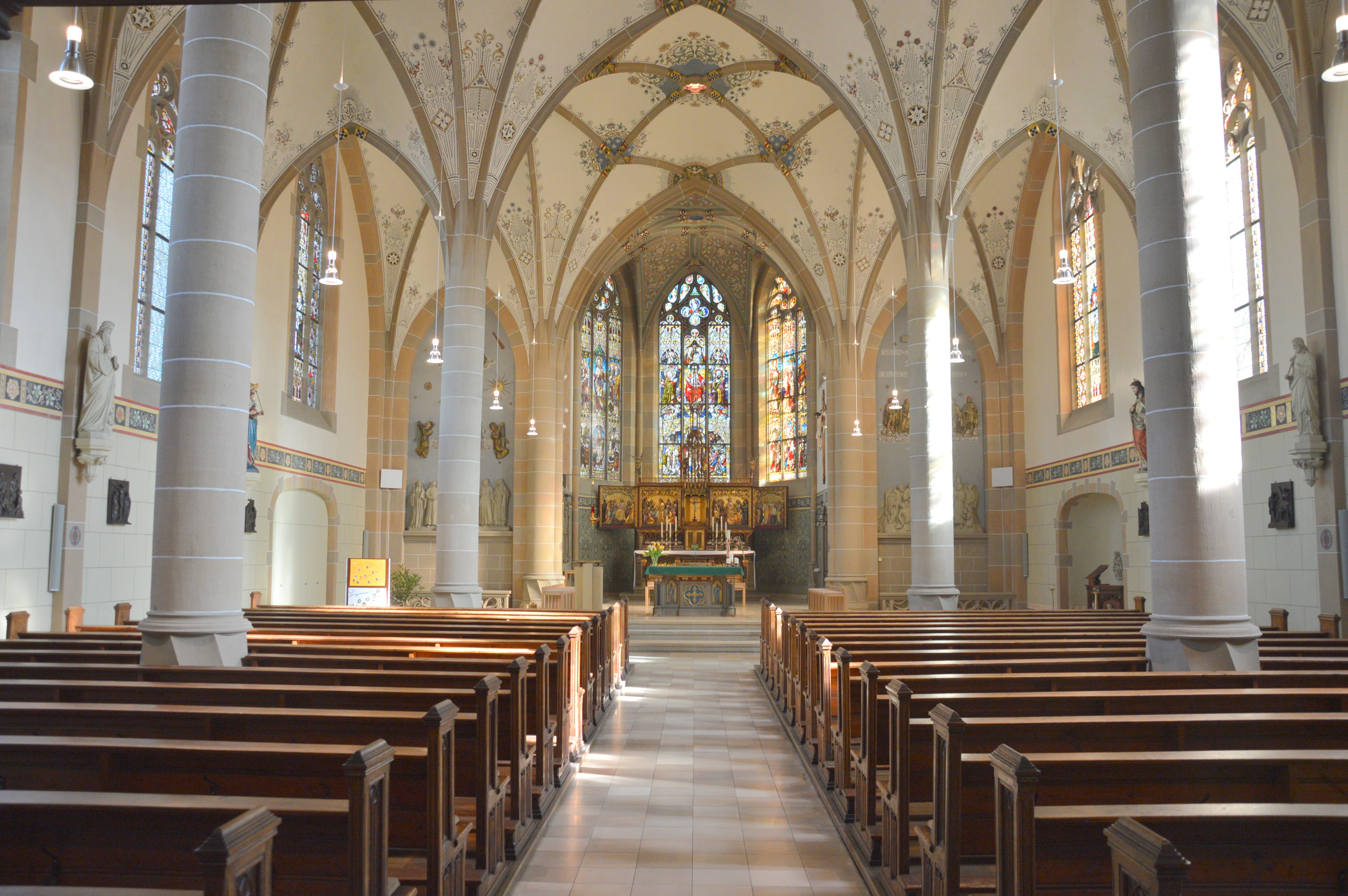
Blick zum Volksaltar nach der Renovierung

In der Ende Juli 2014 begonnenen umfangreichen Innenrenovierung wurde die Altarinsel verbreitert, um allen im Gottesdienst mitwirkenden Personen genügend Platz zu schaffen. Dies war vor allem durch die Stellung als Zentralkirche der damals noch bestehenden Pfarreiengemeinschaft Bad Sobernheim notwendig. Heute fungiert St. Matthäus als größte Kirche der Pfarrei St. Willigis Nahe-Glan-Soon. Ebenso entstand dadurch ein Raum, in dem kleinere liturgische Zeremonien abgehalten werden können. Aus steinernen Brüstungen des Chorraumes schuf man einen neuen Ambo. Die Reste der alten Kanzel werden nun an anderer Stelle als Platz für das Evangeliar genutzt; hierfür wurden beide Beichtstühle entfernt. Wände, Gewölbe und vor allem dessen Ausmalungen wurden gründlich restauriert. Es erfolgten eine Erneuerung der durch Feuchtigkeit beschädigten Holzdielen unter den Kirchenbänken mit vorheriger Zementierung des Untergrundes sowie Elektroarbeiten im gesamten Innenraum. Die Kirchenbänke erhielten außerdem eine Aufarbeitung. Die Fenster wurden gereinigt, mehrere, hauptsächlich im Chorraum, komplett ausgebaut und Reparaturen unterzogen. Diese führten die Glasmalerei Oidtmann in Linnich aus, von der die alten Verglasungen stammen. Die erneuerten Fenster werden seit dem durch vorgesetzte Klarglas-Scheiben vor der Witterung geschützt. Die Oberseite des Gewölbes unter dem Dachstuhl und der Kirchturm wurden innen großräumig gereinigt. Zu den Glocken entstand ein neuer Aufstieg. Die Glockenmotoren wurden ebenfalls modernisiert, die Elektroleitungen neu verlegt. Mitte September 2015 konnte die Sanierung abgeschlossen werden.

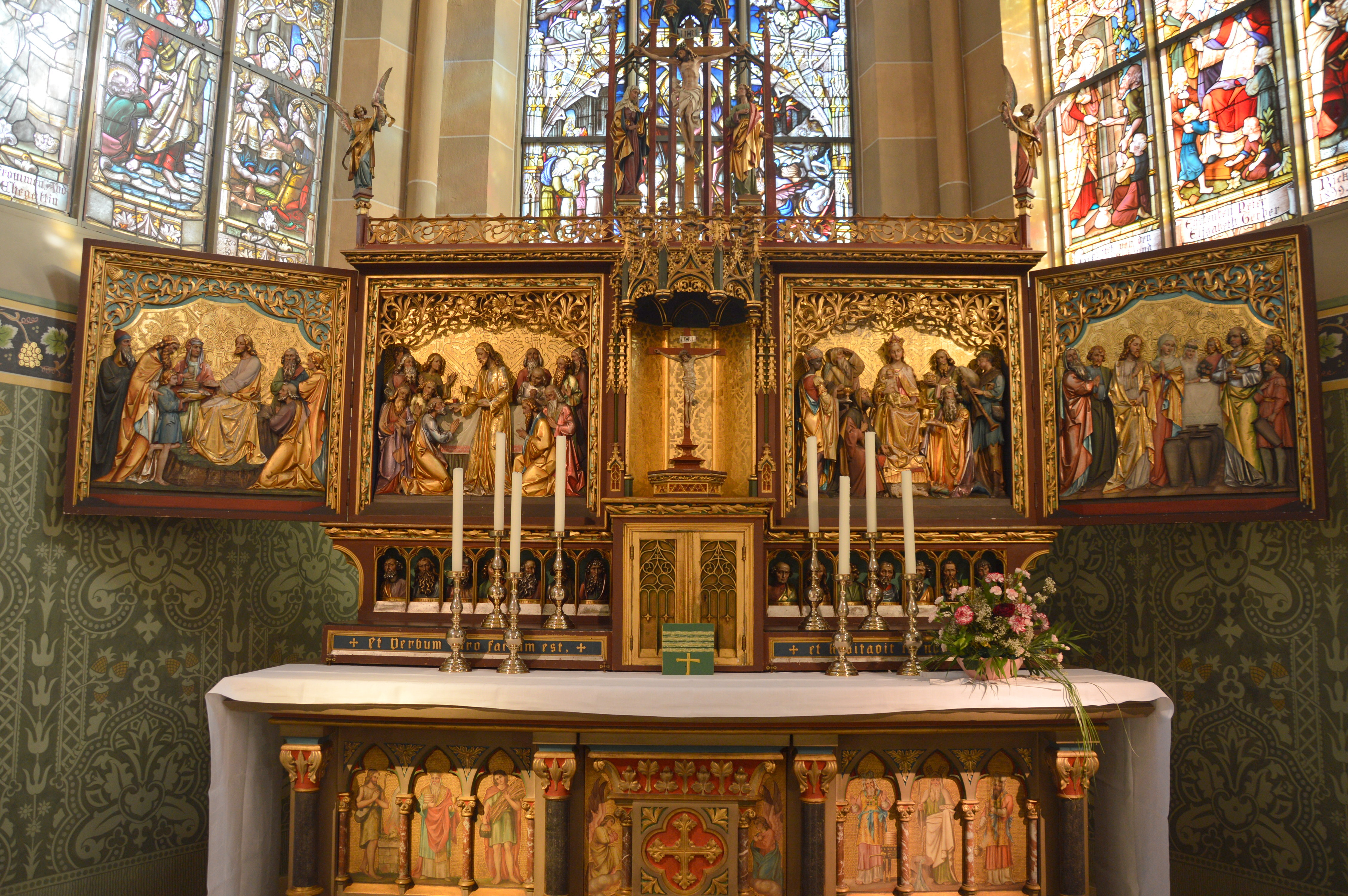
Hochaltar mit geöffneten Flügeln

Zum ersten Mal in ihrer Geschichte, 121 Jahre nach der Grundsteinlegung, erhielt St. Matthäus im September 2019 eine Kirchturmuhr.

## Architektur

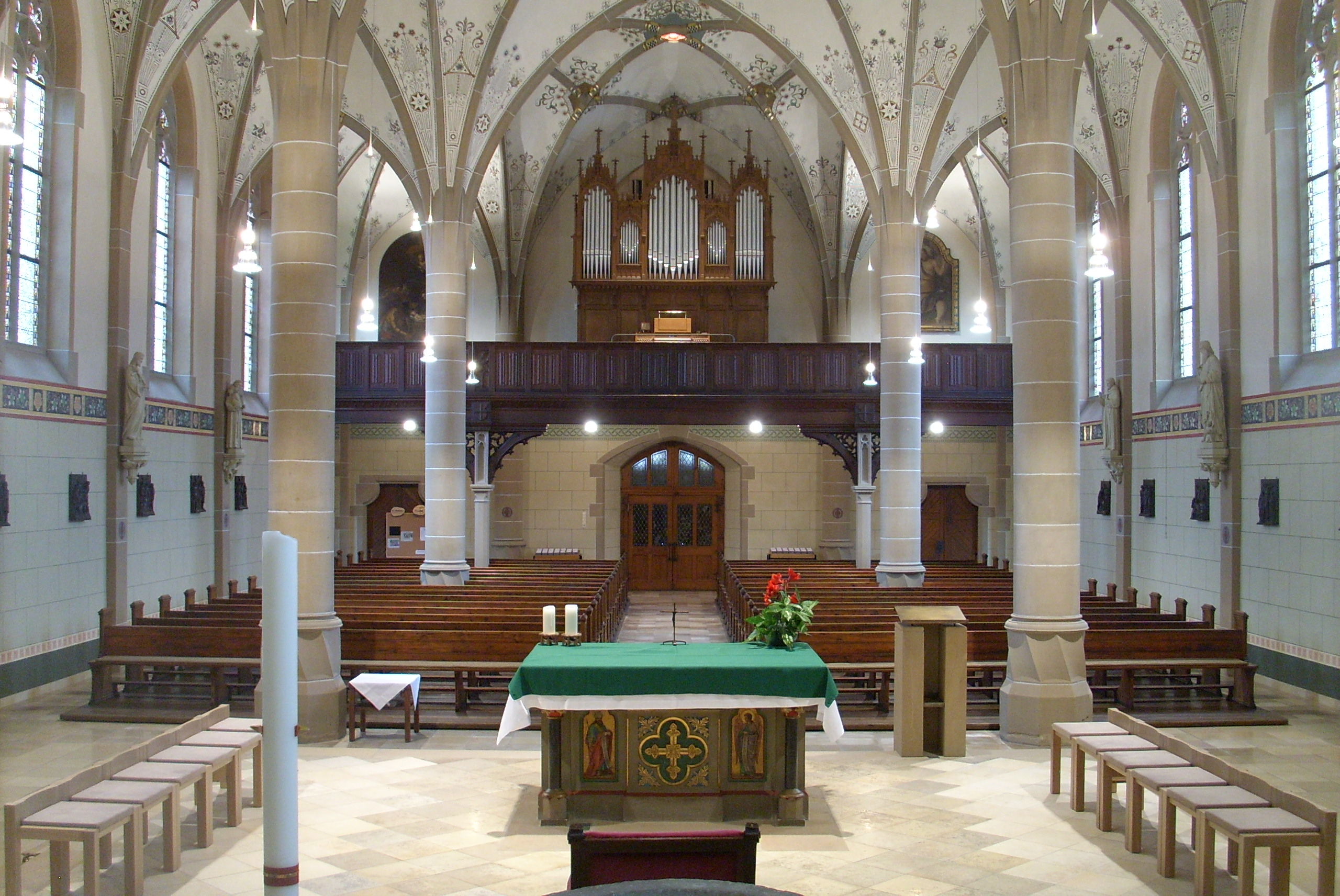
Blick über die Altarinsel ins Langhaus; auf der Empore die Körfer-Orgel

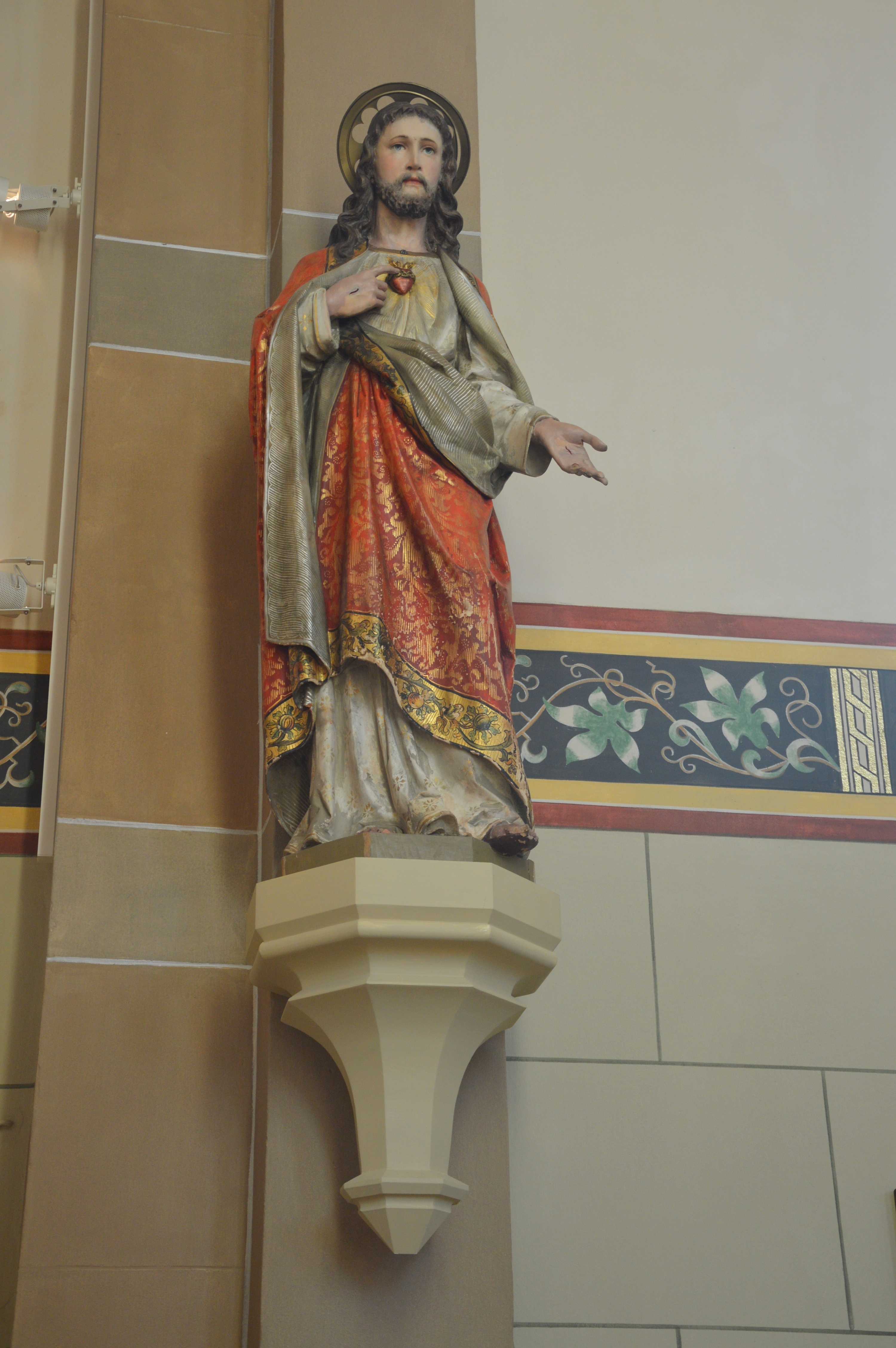
Herz Jesu Statue

Das Kirchenschiff veranschaulicht das Verständnis der Liturgie Ende des 19. Jahrhunderts. Man legte größeren Wert darauf, dass der Altar, an dem der Priester den Gottesdienst zelebrierte, von allen Plätzen aus gut einzusehen war. Die Gläubigen wollten in die Messliturgie einbezogen werden. Aus diesem Grund verkürzte Ludwig Becker den Chor um ein Joch, wodurch der Hochaltar näher an die Gläubigen heranrückte. Gleichzeitig entstand so ein Eindruck von Weite.
Äußerlich erscheint die Kirche als ein gotisches Gotteshaus mit allen für die Stilrichtung typischen Baumerkmalen: Langhaus und Chor besitzen ein gemeinsames Dach, welches von der gleich hohen Giebelabdeckung des vorderen Querschiffes durchdrungen wird und den Eindruck einer Vierung erweckt. Im Westen ist dem Gebäude ein für die Stilrichtung typischer Kirchturm vorgelagert, der mit seiner Höhe von 59 Metern die Stadt überragt und von weit her sichtbar ist. 
Der Innenraum bricht mit den traditionellen Vorbildern, um den veränderten liturgischen Bedürfnissen jener Zeit Rechnung zu tragen. Anstelle der sonst üblichen bewussten Trennung von Haupt- und Seitenschiffen, welche die Sicht zum Altar behinderten, schuf Ludwig Becker eine große dreischiffige Hallenkirche aus Gelbsandstein, die den Eindruck eines einheitlichen Ganzen erweckt. 
Dies erreichte Becker, indem er die Höhendifferenz der Schiffe abmilderte und auf die sonst üblichen Scheidbögen verzichtete. Durch die Wahl eines Netzgewölbes anstelle der gewöhnlich bevorzugten Rippenbogendecke verstärkte er die zusammenhängende Raumwirkung. Die Schiffe sind lediglich durch schlanke Rundpfeiler in großen Abständen getrennt, welche die Behinderung der Sicht auf den Chorraum auf ein möglichst geringes Maß reduzieren. 
Den Blick nach vorne verstärkt das Querschiff vor dem Chorraum, da dessen Fenster dreibahnig aufgebaut sind und sich somit von den zweiteiligen des Langhauses in Größe, Helligkeit und Farbgebung abheben. Das Gotteshaus hat eine Orgelempore, die auf zwei Konsolen mit Männerporträts ruht. Diese stammen aus dem ehemaligen Wilhelmiten-Kloster Marienpfort bei Steinhardt, einem Ortsteil von Bad Sobernheim.

## Ausstattung

### Chorfenster

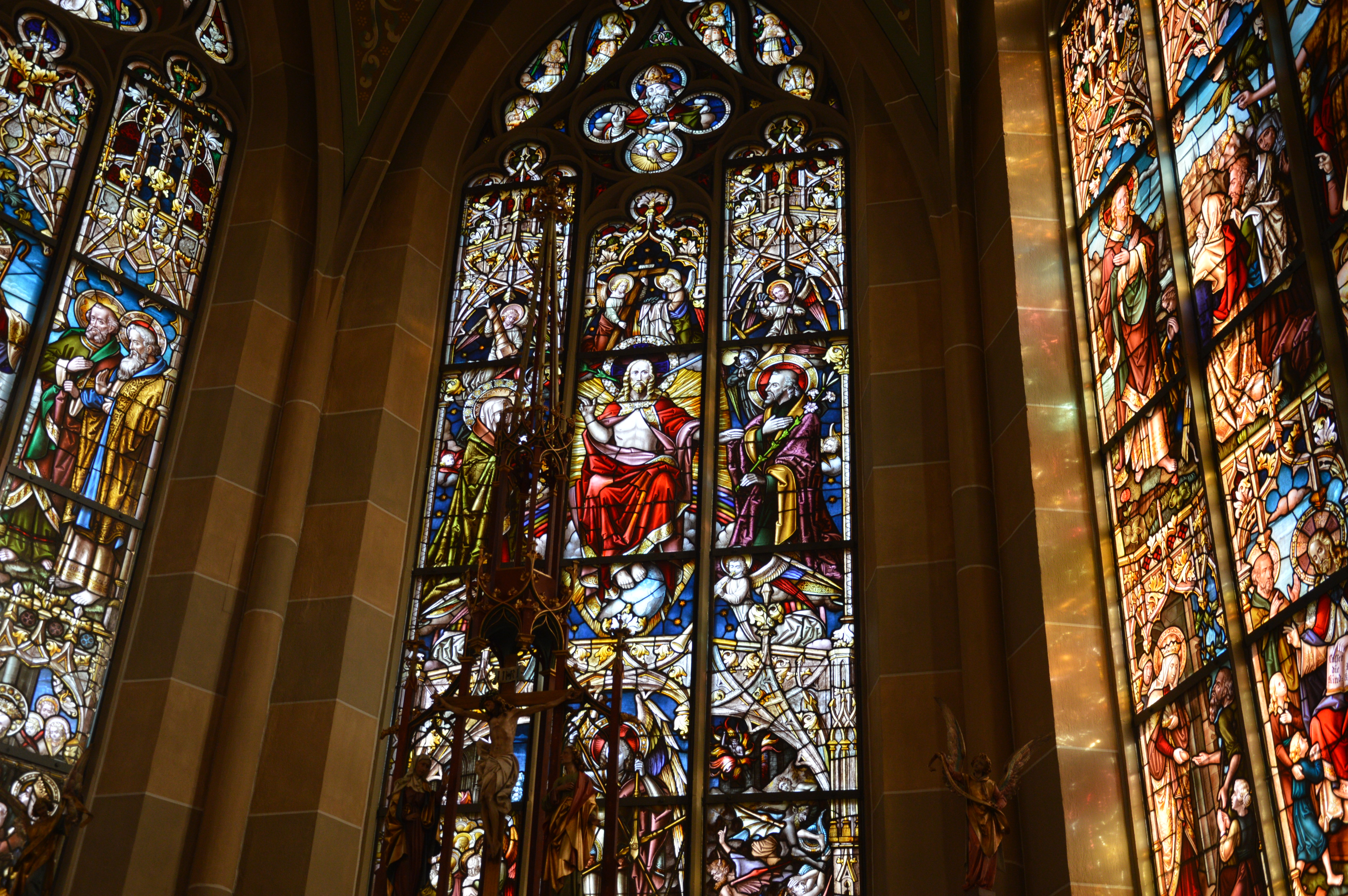
Chorfenster der katholischen Kirche St. Matthäus Bad Sobernheim

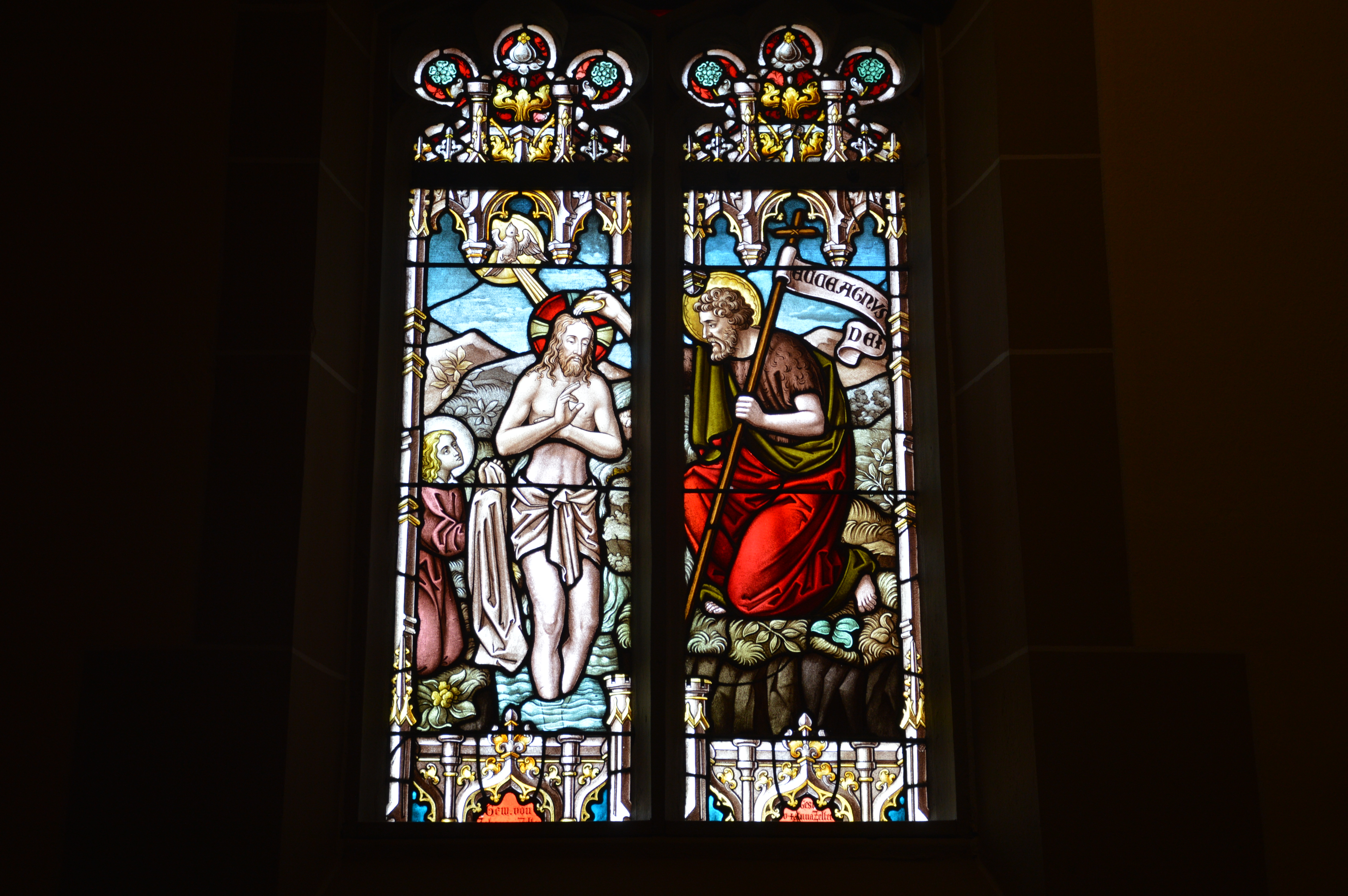
Fenster im Eingangsbereich; Taufe Jesu

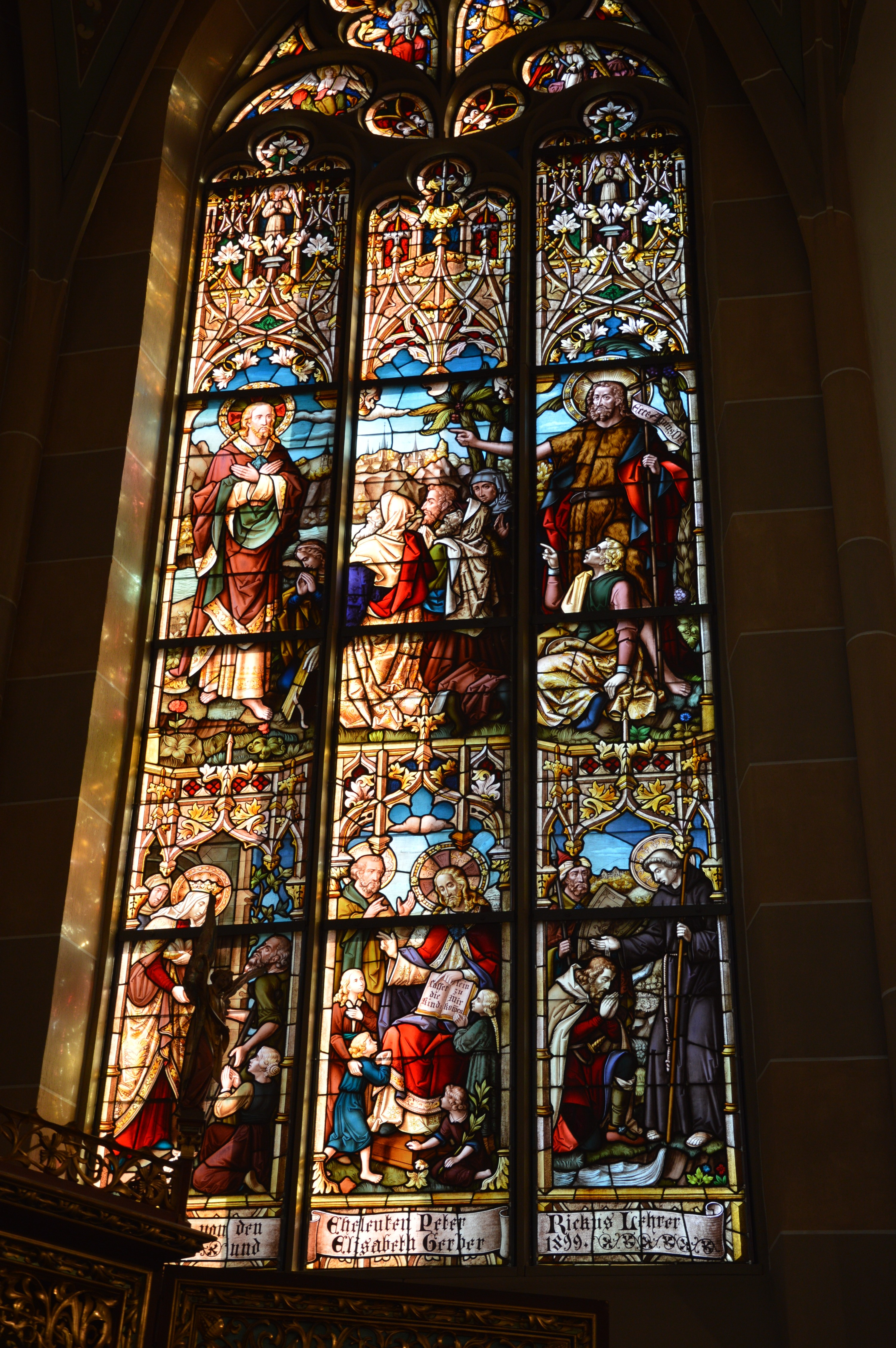
Rechtes Chorfenster

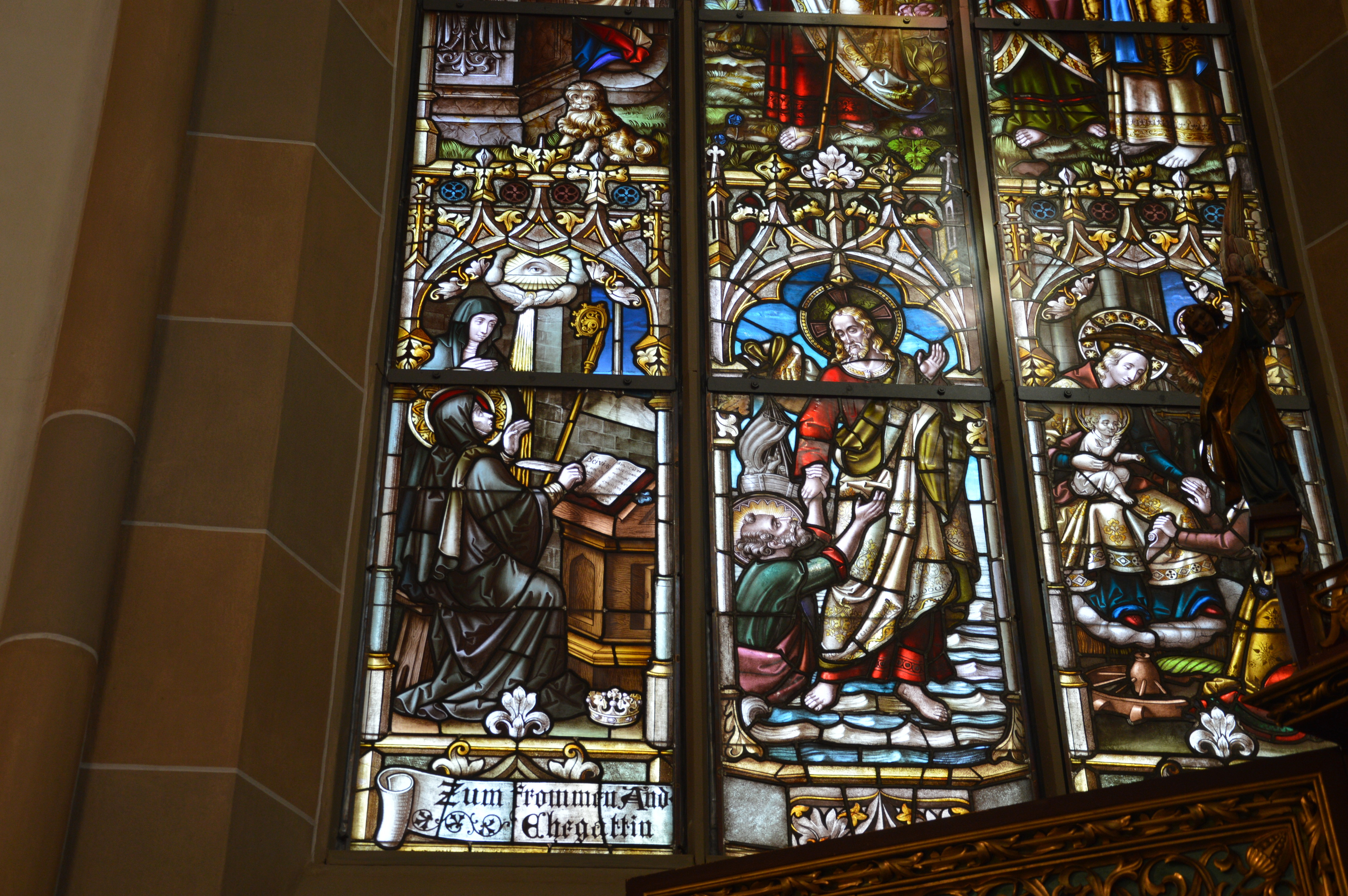
Die Benediktinerin Hildegard von Bingen und Lokalheilige im unteren Teil links

Unter den Glasfenstern heben sich die Fenster im Chorraum durch eine besondere Bildgestaltung und imposante Farbgebung von den übrigen des Gotteshauses ab. Unter Verwendung der mittelalterlichen Symbolsprache beschreibt das Mittelfenster das Weltgericht. Das linke Fenster zeigt die Berufung des Kirchenpatrons Matthäus an der Zollstätte, darunter Hildegard von Bingen und Petrus. Auf dem rechten ist der Patron der Malteserkapelle Johannes der Täufer dargestellt, darunter unter anderem der heilige Disibod, dem Gründer des Klosters Disibodenberg.

### Flügelaltar
Die Kirche besitzt einen neugotischen Flügelaltar aus dem Jahr 1905. Die künstlerische Ausgestaltung geht auf eine Grundkonzeption des Kirchenbaumeisters Ludwig Becker zurück und passt sich dem neugotischen Stil des Kirchengebäudes an. Mit der Ausführung betraute Becker den Bildhauer Gebhard Müller aus Saulgau, welcher die Kunst der Nachbildung spätmittelalterlicher Flügelaltäre beherrschte. Der Altar enthält eine einzigartige, theologisch durchdachte Bildkomposition von biblischen Motiven über die Bedeutung der vorkonziliaren Messfeier. Diese sieht nicht wie heute primär im eucharistischen Mahl, sondern im Opfermotiv die zentrale Aussage des Wesens einer Messfeier. 
Die steinerne Mensa zeigt Gestalten des Alten Testamentes; Abel, Melchisedek, Isaak links und Aaron, Mose und Zacharias rechts. Den Übergang bildet beidseitig des Tabernakels ein Sockel, die Predella, auf dem nebeneinander die zwölf Apostel aufgereiht sind. Die Flügel des Hochaltares zeigen Bildmotive: Die wunderbare Brotvermehrung, das letzte Abendmahl, die Anbetung des Jesuskindes und das Weinwunder zu Kana. Sie sind in der Advents- und Fastenzeit geschlossen und zeigen dann auf der Rückseite die Verkündigung Mariens und die Vertreibung von Adam und Eva aus dem Paradies. Die plastische Kreuzigungsgruppe in dem turmartig aufgebauten Gesprenge schließt den Hochaltar ab.

### Sakramentenschrein

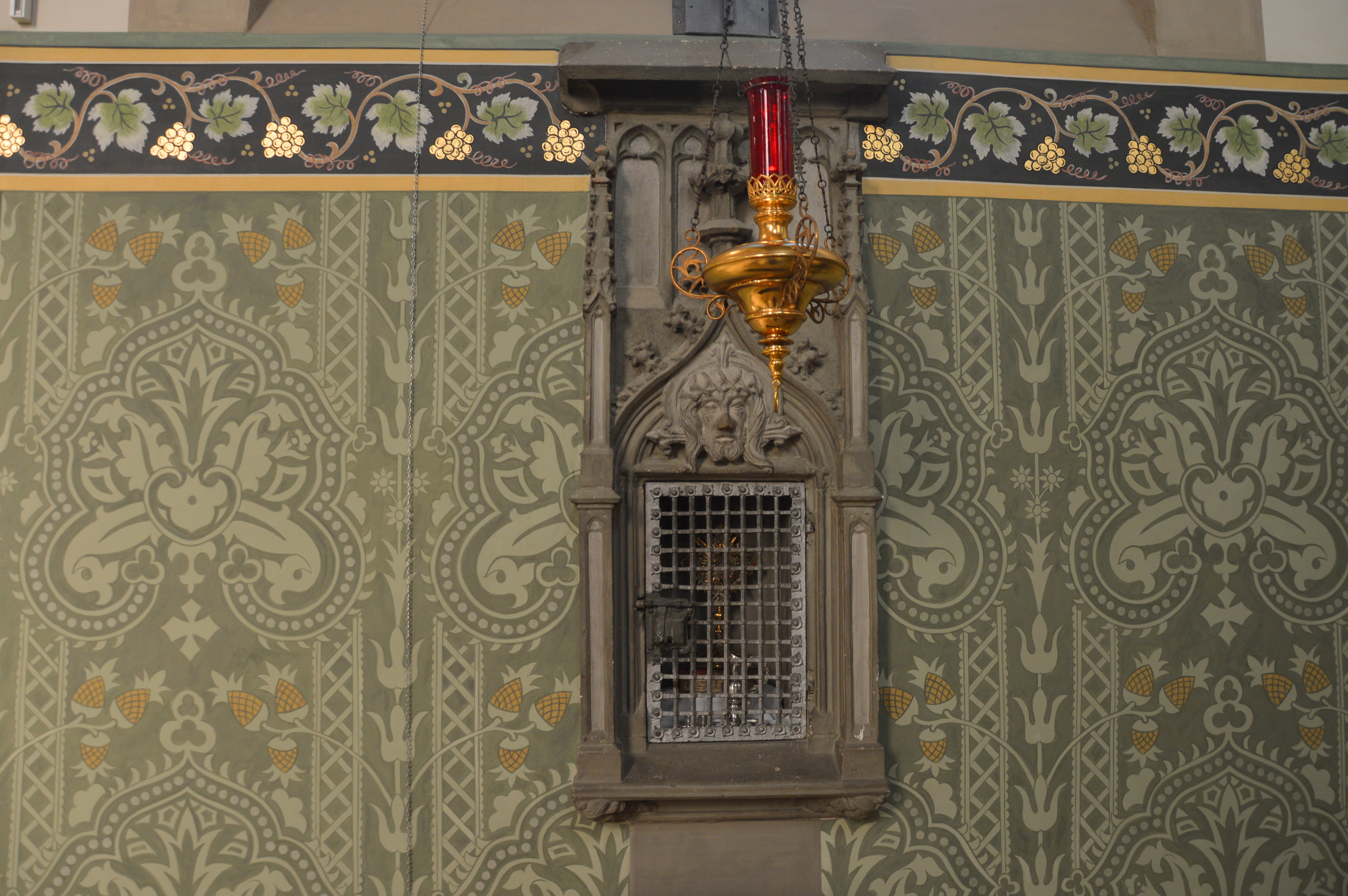
Sakramentenschrein aus dem 15. Jahrhundert in der Apsis

Ein Sakramentenschrein aus dem 15. Jahrhundert wurde aus der benachbarten Malteserkapelle in die gerade neu gebaute Kirche überführt und in die Nordwand des Chores über dem Grundstein eingemauert.

### Wandflächen Seitenaltäre

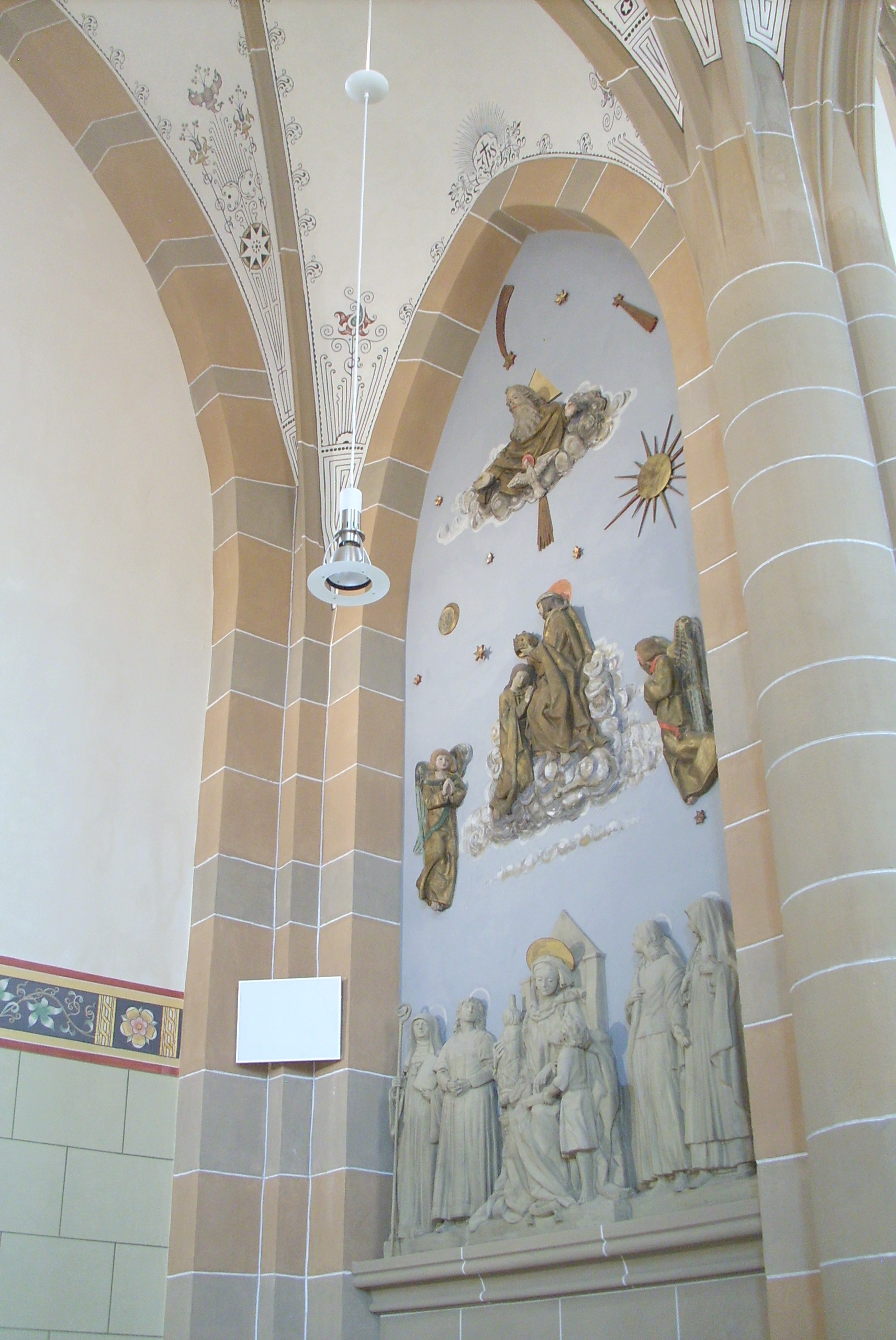
Linke Wandfläche der Kirche St. Matthäus im Querhaus

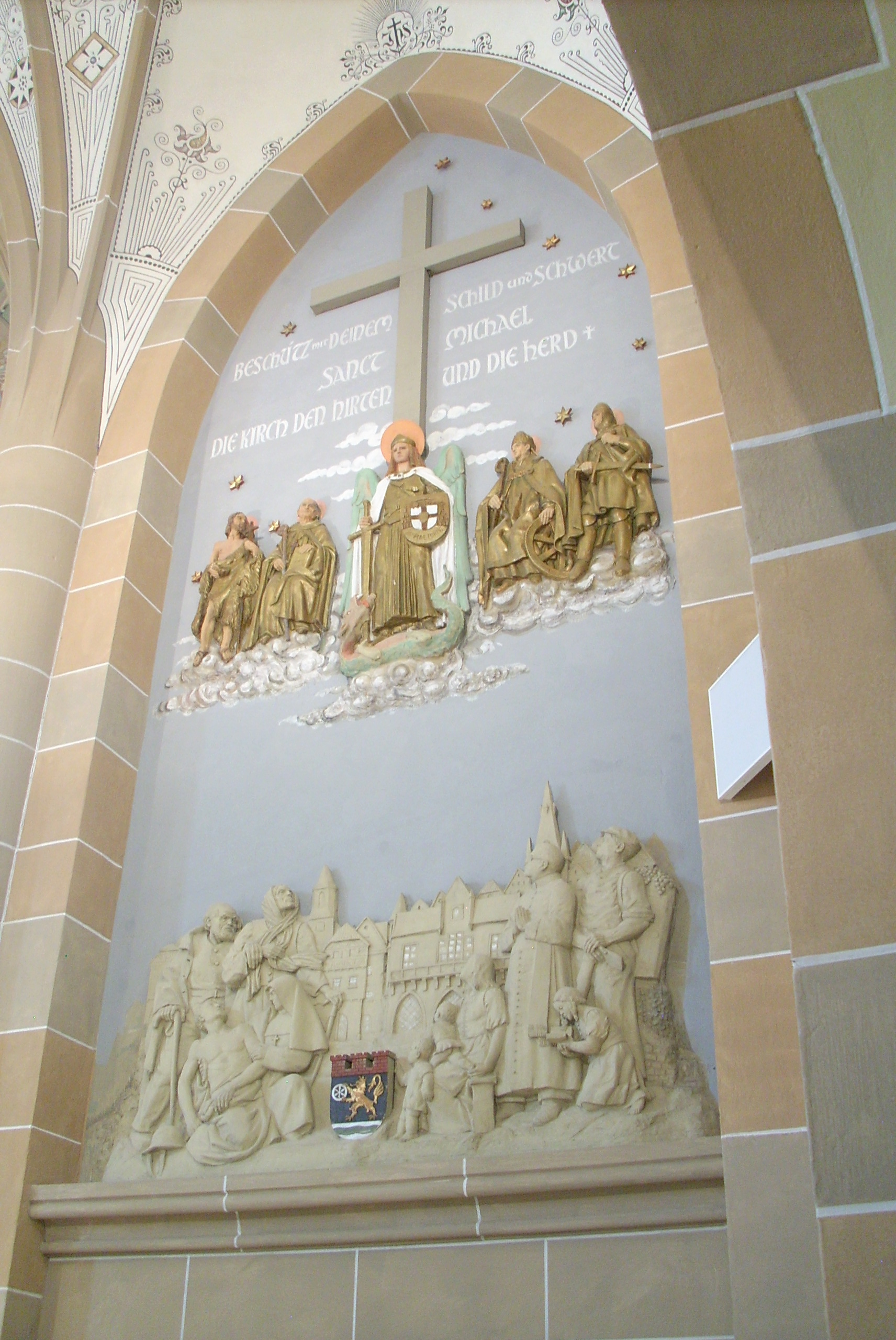
Heimatbezogene Wandfläche rechts nach der Restauration des Innenraumes im August 2015

Auf beiden Seiten des Altarraumes befinden sich heimatbezogen gestaltete Wandflächen. Rechts zeigt der untere Teil die Stadt mit der Rathausfront, den Türmen der Kirchen beider Konfessionen und dem Stadtwappen. Die Bewohner davor sind dargestellt in den vier Lebensaltern und als Repräsentanten des geistlichen und weltlichen Standes, die um Frieden bittend zu den Patronen der Nahetals emporblicken. 
Dies sind Johannes der Täufer, Disibod, Erzengel Michael, der Mainzer Erzbischof Willigis und Martin von Tours. Der linke Seitenaltar zeigt die Gottesmutter Maria mit dem Jesuskind. Links davon Hildegard von Bingen, Katharina von Homburg (Stifterin der Disibodenberger Kapelle in Bad Sobernheim), rechts Ida von Frankenstein (Mitstifterin der Malteserkapelle) und Jutta von Sponheim. Über ihnen ist die Krönung Mariens inmitten der heiligen Dreifaltigkeit dargestellt.

### Taufbecken
Im Chorraum steht das um 1625 entstandene Taufbecken aus der Malteserkapelle.

### Grabmäler
Einige alte Grabmäler, die ursprünglich ebenfalls aus der Malteserkapelle stammen, befinden sich in der Turmhalle und im Eingangsbereich. Dorthin wurden die Grabmäler folgender Personen überführt: 
- Komtur Johannes Stude († 1456) (Bauleiter des Chores der Malteserkapelle)
- Gerhard II. Lander von Sponheim († 1488) und seine Ehefrau Katharina von Nieder-Flörsheim († 1481) (Mitstifter der Malteserkapelle)
- Kurmainzer Obristleutnant Wilhelm Friedrich von Schellart († 1685) (Besitzer des Marienpforter Hofes bei Steinhardt)
- Pfarrer Andreas Christoph Laumann († 1692) (Retter der Stadt im Jahre 1689)
- Pfarrer Johann Wendelin Haust († 1737) (1692–1737 in Sobernheim)
- Pfarrer Johann Adam Lohrum († 1767) (1738–1767 Pfarrer in Sobernheim).

### Kreuzweg und Heiligenstatuen
Jeweils sieben Bronzereliefs sind an den beiden Seitenwänden des Langhauses angebracht. Sie waren ursprünglich von formenreichen, im neugotischen Stil geschnitzten Rahmen eingefasst. Im Zuge der Liturgiereform nach dem Zweiten Vatikanischen Konzil wurden sie – dem damaligen nüchternen Zeitgeist entsprechend – im Jahre 1974 entfernt. An den Außenwänden des Kirchenschiffes sind ebenfalls vier Heiligenstatuen angebracht; St. Matthäus, St. Franziskus, St. Joseph und St. Antonius. Im Zuge der Renovierung des Innenraumes 2014–2015 wurden im Langhaus eine Herz Jesu-Statue sowie eine Statue der Gottesmutter angebracht, die bis dahin im Querhaus der Kirche standen.

## Orgel

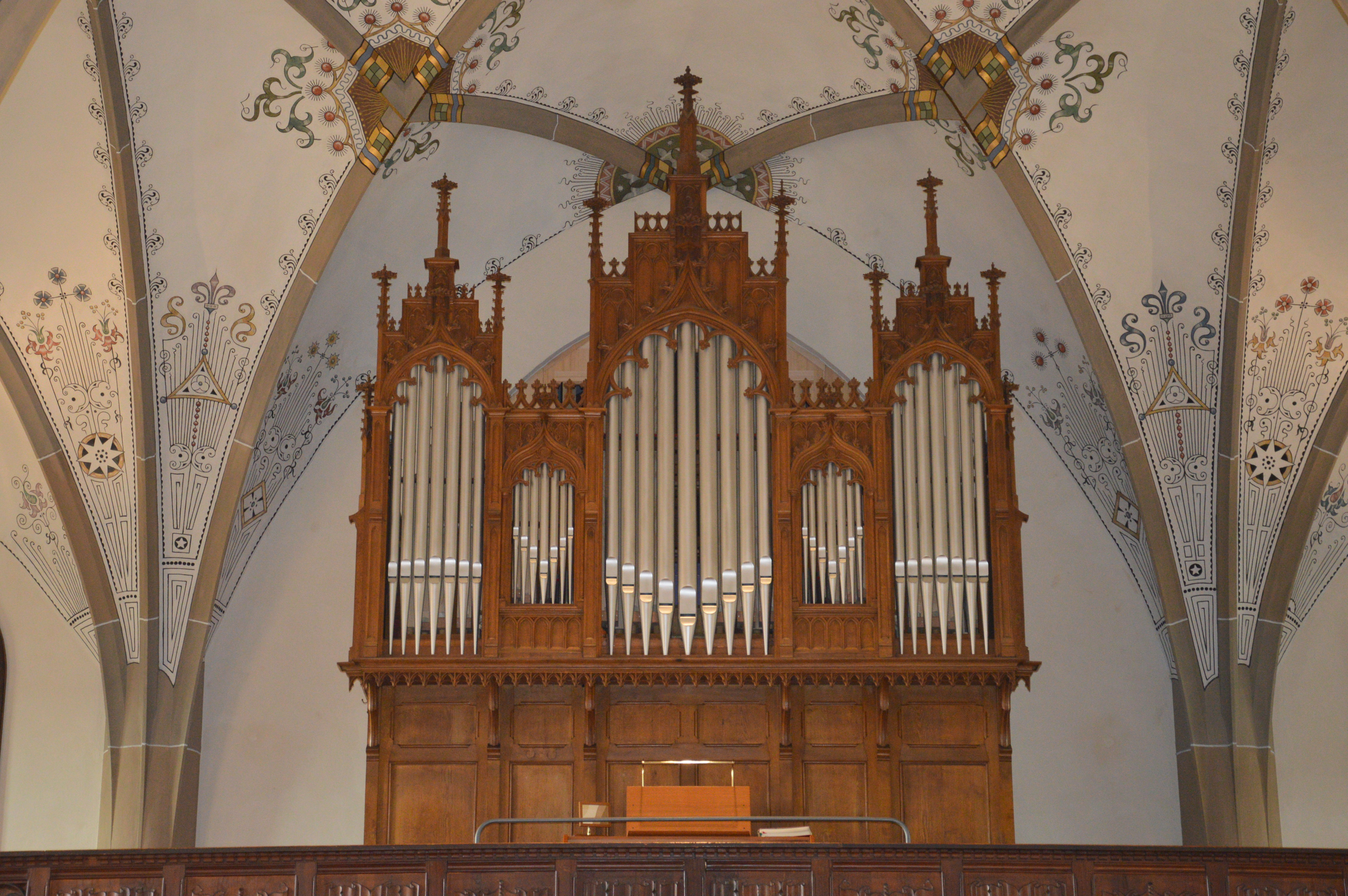
Historische Körfer-Orgel auf der Empore

Die historische Orgel aus dem Jahr 1901/02 stammt von Michael Körfer aus Gau-Algesheim. Schon kurz nach Fertigstellung des Kirchenbaus wurde bei dem damals in Bad Sobernheim ansässigen Orgelbauer eine Pfeifenorgel in Auftrag gegeben. Das 1902 geweihte Instrument spiegelt von seiner gesamten Konzeption und technischen Umsetzung her den typischen Zeitgeschmack des katholischen, deutschen Orgelbaus des ausgehenden neunzehnten und beginnenden zwanzigsten Jahrhunderts wieder.
Vom Klangideal her sollte eine Orgel in dieser Zeit in erster Linie über eine Vielzahl sich deutlich voneinander unterscheidender, mäßig lauter und mild intonierter Register verfügen. Im vorliegenden Fall wurde dies durch die Verwendung von zahlreichen 8′-Registern und nur wenigen 4′-Registern realisiert. Typisch waren auch die Verwendung eines dicht schließenden Schwellwerks zur bedarfsgerechten Reduzierung der Lautstärke sowie der Einbau einer Reihe sogenannter Spielhilfen, die die Zusammenstellung differenzierter Klangbilder in Anlehnung an die Situation im Symphonieorchester erlaubten. 
Körfer schuf so in Bad Sobernheim ein schlüssiges spätromantisches Instrument, das mit nur 20 Registern alle wesentlichen Klangfarben einer damaligen spätromantischen Orgel ideal in sich vereint. Sie ist eines der wenigen noch erhaltenen Werke Körfers.
Der originale Spieltisch wurde während des großen Orgelumbaus in den 1950er Jahren entfernt. Bei dem heute auf der Orgelempore befindlichen Spieltisch handelt es sich um einen Neubau, der im Zuge der großen Generalrestaurierung 2011/12 angefertigt wurde. Lediglich die historischen Registerschilder fanden Wiederverwendung. Die Restaurierung erfolgte durch die Orgelbaufirma Förster & Nicolaus aus Lich. 
Konzerte auf der Körfer-Orgel sind Teil der Mattheiser Sommer-Akademie, ein alle zwei Jahre im Rahmen des Kultursommers Rheinland-Pfalz stattfindendes internationales Meisterklassen- und Konzertfestival.
| I Hauptwerk C–f3      |     |
| Bordun                | 16′ |
| Principal             | 8′  |
| Hohlflöte             | 8′  |
| Gedeckt               | 8′  |
| Gamba                 | 8′  |
| Octav                 | 4′  |
| Piccolo               | 2′  |
| Mixtur-Cornett II–III |     |
| Trompete              | 8′  |

| II Schwellwerk C–f4 |    |
| Geigenprinzipal     | 8′ |
| Lieblich Gedeckt    | 8′ |
| Salicional          | 8′ |
| Aeoline             | 8′ |
| Vox coelestis       | 8′ |
| Flaut travers       | 4′ |
| Clarinette          | 8′ |

| Pedal C–d1 |     |
| Violon     | 16′ |
| Subbass    | 16′ |
| Octavbass  | 8′  |
| Posaune    | 16′ |

- Koppeln: II/I, I/P, II/P, Suboktavkoppel II/I, Superoktavkoppel II/I
- Spielhilfen: Feste Kombinationen (Piano, Mezzoforte, Forte, Tutti), Crescendowalze, Schwelltritt

## Glocken
Das erste Geläut, bestehend aus drei Glocken, wurde 1899 angeschafft. Wie überall forderte man auch die katholische Pfarrei im Ersten Weltkrieg jedoch dazu auf, Glocken für die Kriegsrüstung abzugeben, was 1917 durch die Herausgabe zweier Glocken erfolgte. Nach der Montage einer neuen Glocke wenige Jahre später stellte man fest, dass diese mit der zurückgebliebenen einen unharmonischen Klang ergab. So wurden 1932 drei neue Glocken gegossen. Im Zweiten Weltkrieg wurden erneut zwei Glocken eingezogen.
Die Kirche verfügt heute über vier Glocken, darunter die Johannesglocke von 1932. Bei der Wahl des Klangbildes stimmte man sich mit der Schwestergemeinde St. Matthias ab, welche im gleichen Jahr ihr Geläut ergänzte. Jeden Samstag um 19 Uhr findet ein gemeinsames zehnminütiges Einläuten des Sonntages mit jeweils allen Glocken statt.
| Nr. | Name               | Gussjahr         | Durchmesser | Masse   | Schlagton |
| --- | ------------------ | ---------------- | ----------- | ------- | --------- |
| I   | Christkönigsglocke | 1953 (Stahlguss) | 180 cm      | 3010 kg | h0        |
| II  | Marienglocke       | 1953 (Stahlguss) | 151 cm      | 1750 kg | d'        |
| III | Matthäusglocke     | 1953 (Stahlguss) | 135 cm      | 1230 kg | e'        |
| IV  | Johannesglocke     | 1932 (Bronze)    |             |         | fis'      |

## Trivia
Der Musiker und Moderator Giovanni Zarrella heiratete am 3. September 2005 seine Frau Jana Ina in der St.-Matthäus-Kirche. Der Zeremonie wohnte unter anderem Ross Antony bei.